# Wahlen zur South West African Legislative Assembly 1978
Die Wahlen zur South West African Legislative Assembly 1978 war die letzte Parlamentswahl in Südwestafrika vor der Unabhängigkeit Namibias im Jahr 1990 und fand zwischen dem 4. und dem 8. Dezember 1978 statt. Wahlberechtigt war erstmals nicht nur die weiße Bevölkerung des Mandatsgebietes. Die Demokratische Turnhallenallianz (DTA) ging als Sieger aus der Wahl hervor. Die nach der Wahl gebildete Regierung stand bis zu ihrem Ende (infolge der Auflösung des Parlaments im Jahre 1983) unter der Kontrolle von Südafrika.
Die Wahlen wurden ohne die Aufsicht der Vereinten Nationen durchgeführt und unter Missachtung der 1972 von der Generalversammlung der Vereinten Nationen beschlossenen Anerkennung der Befreiungsbewegung SWAPO als „einzige Vertreterin des namibischen Volkes“.

## Hintergrund
Von 1975 bis 1977 tagte  in Windhoek die umstrittene Turnhallenkonferenz, die über einen Verfassungsentwurf für ein unabhängiges Namibia unter südafrikanischem Einfluss beraten sollte. Dazu wurden von der südafrikanischen Regierung ausgewählte Vertreter von elf ethnischen Gruppen eingeladen. Politische Parteien wurden nicht berücksichtigt. Als ein Ergebnis der Konferenz und als Gegengewicht zur SWAPO wurde 1977 die Demokratische Turnhallenallianz (DTA) gegründet.
Die Turnhallenkonferenz erarbeitete einen Verfassungsentwurf. Diese Verfassung wurde bei einem Referendum im Jahre 1977, an dem nur die weiße Bevölkerung teilnehmen durfte, bestätigt. Der neuen Verfassung gemäß wurde im Dezember 1978 die Wahl des Parlamentes durchgeführt.

## Durchführung
Die Parlamentswahlen 1978 waren die ersten multi-ethnischen Wahlen im Gebiet Südwestafrikas. Bei allen früheren Wahlen hatten nur Weißen wählen dürfen. Allerdings waren die SWAPO, SWAPO Democrats (SWAPO-D), eine Abspaltung von der SWAPO, und die Namibia Nationale Front von der Wahl ausgeschlossen. Daraufhin riefen diese Parteien zum Boykott der Wahlen auf. Dennoch war die Wahlbeteiligung mit 80 % überraschend hoch. Die Anwesenheit südafrikanischer Truppen, vor allem im Norden von Namibia, dem Stammland der SWAPO, war sowohl ein Grund für hohe Wahlbeteiligung als auch für die DTA-Erfolge. Jedenfalls zeigte die Wahl zum einen, dass große Teile der Bevölkerung den Befreiungskampf der SWAPO nicht unterstützten, und zum anderen, dass die kleineren Ethnien den Standpunkt der Generalversammlung der Vereinten Nationen, die vor allem von den Ovambo getragene SWAPO sei die „einzige Vertretung des namibischen Volkes“, nicht teilten.

## Ergebnisse
Die DTA gewann die Wahlen durch einen Erdrutschsieg und erhielt 41 der 50 Sitze im neuen Parlament, der Nationalversammlung. Mit Dirk Mudge stellte sie auch den Vorsitzenden des Ministerrats, d. h. der nach der Wahl gebildeten Übergangsregierung. Johannes Skrywer wurde Sprecher der Nationalversammlung.
- RLF: 1
- ACTUR: 6
- NCDP: 1
- DTA: 41
- HNP: 1

| Partei                                                         | Stimmen | Stimmenanteile | Sitze |
| -------------------------------------------------------------- | ------- | -------------- | ----- |
| Demokratische Turnhallenallianz (DTA)                          | 268.130 | 82,18 %        | 41    |
| Action Front for the Retention of Turnhalle Principles (ACTUR) | 38.716  | 11,87 %        | 6     |
| Namibia Christian Democratic Party (NCDP)                      | 9.073   | 2,78 %         | 1     |
| Herstigte Nasionale Party (HNP)                                | 5.781   | 1,77 %         | 1     |
| Rehoboth Liberation Front (RLF)                                | 4.564   | 1,40 %         | 1     |
| Insgesamt (Wahlbeteiligung 80,2 %)                             | 893.643 | 100 %          | 50    |